# Miletographa grisea
Miletographa grisea är en fjärilsart som beskrevs av Riley och Godfrey 1921. Miletographa grisea ingår i släktet Miletographa och familjen juvelvingar. Inga underarter finns listade i Catalogue of Life.